# Alberi nazionali
Elenco di alberi nazionali riconosciuti o meno come simbolo rappresentativo della nazione.
| Nazione             | Albero                                     | Nome scientifico                                   | Foto | Note                 |
| ------------------- | ------------------------------------------ | -------------------------------------------------- | ---- | -------------------- |
| Albania             | Olivo                                      | Olea europaea                                      |      | [ 1 ]                |
| Antigua e Barbuda   | Whitewood                                  | Bucida buceras                                     |      | [ 2 ] [ 3 ]          |
| Argentina           | Ceibo                                      | Erythrina crista-galli                             |      | [ 4 ]                |
| Argentina           | Red Quebracho                              | Schinopsis balansae                                |      | [ 5 ]                |
| Australia           | Acacia                                     | Acacia pycnantha                                   |      | [ 6 ]                |
| Bahamas             | Guayacán                                   | Guaiacum sanctum                                   |      | [ 7 ] [ 8 ] [ 9 ]    |
| Bangladesh          | Mango                                      | Mangifera indica                                   |      | [ 10 ]               |
| Belize              | Honduras Mahogany                          | Swietenia macrophylla                              |      | [ 11 ]               |
| Bhutan              | Bhutan Cypress                             | Cupressus cashmeriana                              |      | [ 12 ]               |
| Brasile             | Pernambuco                                 | Caesalpinia echinata                               |      | [ 13 ]               |
| Cambogia            | Palma                                      | Borassus flabellifer                               |      | [ 14 ] [ 15 ]        |
| Canada              | Acero                                      | Acer spp.                                          |      | [ 16 ] [ 17 ]        |
| Cile                | Monkey-puzzle tree                         | Araucaria araucana                                 |      | [ 18 ] [ 19 ]        |
| Colombia            | Palma                                      | Ceroxylon quindiuense                              |      | [ 20 ] [ 21 ]        |
| Costa Rica          | Guanacaste                                 | Enterolobium cyclocarpum                           |      | [ 22 ]               |
| Croazia             | Quercia                                    | Quercus robur                                      |      | [ 23 ]               |
| Cuba                | Palma                                      | Roystonea regia                                    |      | [ 24 ]               |
| Cipro               | Quercia                                    | Quercus alnifolia                                  |      | [ 25 ] [ 26 ]        |
| Rep. Ceca           | Tiglio selvatico                           | Tilia cordata                                      |      | [ 27 ]               |
| Danimarca           | Faggio                                     | Fagus sylvatica                                    |      | [ 28 ]               |
| Danimarca           | Farnia                                     | Quercus robur                                      |      | [ 28 ]               |
| Rep. Dominicana     | West Indian Mahogany                       | Swietenia mahagoni                                 |      | [ 29 ]               |
| Ecuador             | Cinchona                                   | Cinchona pubescens                                 |      | [ 30 ]               |
| El Salvador         | Maquilishuat                               | Tabebuia rosea                                     |      | [ 31 ] [ 32 ]        |
| Emirati Arabi Uniti | Ghaf                                       | Prosopis cineraria                                 |      | [ 33 ]               |
| Inghilterra         | Quercia                                    | Quercus robur                                      |      |                      |
| Estonia             | Quercia                                    | Quercus robur                                      |      |                      |
| Finlandia           | Betulla                                    | Betula pendula                                     |      |                      |
| Germania            | Quercia                                    | Quercus                                            |      |                      |
| Grecia              | Olivo                                      | Olea europaea                                      |      |                      |
| Guatemala           | Kapok                                      | Ceiba pentandra                                    |      |                      |
| Haiti               | Palma                                      | Roystonea                                          |      | [ 34 ] [ 35 ] [ 36 ] |
| India               | Banyan Tree                                | Ficus benghalensis                                 |      | [ 37 ]               |
| Indonesia           | Teak                                       | Tectona                                            |      |                      |
| Irlanda             | Quercia                                    | Quercus petraea                                    |      |                      |
| Iran                | Cipresso mediterraneo                      | Cupressus sempervirens                             |      |                      |
| Israele             | Olivo                                      | Olea europaea                                      |      |                      |
| Italia              | Olivo, quercia, Corbezzolo, Pino domestico | Olea europaea, Quercus, Arbutus unedo, Pinus pinea |      |                      |
| Giamaica            | Blue Mahoe                                 | Talipariti elatum                                  |      | [ 38 ]               |
| Giappone            | Cherry blossom                             | Prunus serrulata                                   |      |                      |
| Laos                | Frangipane                                 | Plumeria                                           |      |                      |
| Lettonia            | Quercia                                    | Quercus robur                                      |      |                      |
| Libano              | Cedro del Libano                           | Cedrus libani                                      |      |                      |
| Lituania            | quercia                                    | Quercus robur                                      |      | [ 39 ]               |
| Macedonia del Nord  | Pino macedone                              | Pinus peuce                                        |      |                      |
| Madagascar          | Baobab                                     | Adansonia                                          |      |                      |
| Maldive             | Palma da cocco                             | Cocos nucifera                                     |      |                      |
| Malta               | Għargħar                                   | Tetraclinis articulata                             |      |                      |
| Messico             | Ahuehuete                                  | Taxodium mucronatum                                |      | [ 40 ]               |
| Moldavia            | quercia                                    | Quercus robur                                      |      |                      |
| Nepal               | Rhododendron                               | Rhododendron                                       |      | [ 12 ]               |
| Nuova Zelanda       | Felce argentata                            | Cyathea dealbata                                   |      |                      |
| Corea del Nord      | Pino                                       | Pinus                                              |      | [ 41 ]               |
| Pakistan            | Cedro dell'Himalaya                        | Cedrus deodara                                     |      | [ 42 ]               |
| Palestina           | Olivo                                      | Olea europaea                                      |      |                      |
| Panama              | Panama tree                                | Sterculia apetala                                  |      |                      |
| Paraguay            | Lapacho                                    | Handroanthus impetiginosus                         |      |                      |
| Perù                | Cinchona, Kiwicha                          | Cinchona, Amaranthus caudatus                      |      | [ 43 ]               |
| Filippine           | Narra                                      | Pterocarpus indicus                                |      |                      |
| Polonia             | Quercia                                    | Quercus robur                                      |      | [ senza fonte ]      |
| Portogallo          | Quercia                                    | Quercus suber                                      |      | [ 44 ]               |
| Romania             | Quercia                                    | Quercus robur                                      |      |                      |
| Russia              | Abete siberiano                            | Abies sibirica                                     |      |                      |
| Arabia Saudita      | Palma                                      | Phoenix                                            |      |                      |
| Scozia              | Pino                                       | Pinus sylvestris                                   |      |                      |
| Senegal             | Baobab                                     | Adansonia digitata                                 |      |                      |
| Serbia              | quercia, peccio di Serbia                  | Quercus, Picea omorika                             |      |                      |
| Slovacchia          | Tiglio                                     | Tilia cordata                                      |      | [ 27 ]               |
| Slovenia            | Tiglio                                     | Tilia                                              |      |                      |
| Sudafrica           | Real yellowwood                            | Podocarpus latifolius                              |      | [ 45 ]               |
| Corea del Sud       | Hibiscus syriacus, Pinus densiflora        | Hibiscus syriacus, "Pinus densiflora"              |      |                      |
| Sri Lanka           | Sri Lankan ironwood                        | Mesua ferrea                                       |      |                      |
| Svezia              | Ornäs Birch                                | Betula pendula 'Dalecarlica'                       |      |                      |
| Tanzania            | African Blackwood                          | Dalbergia melanoxylon                              |      |                      |
| Thailandia          | Rachapruek                                 | Cassia fistula                                     |      |                      |
| Ucraina             | Pino, Salice                               | Pinus, Salix                                       |      |                      |
| Regno Unito         | quercia                                    | Quercus robur                                      |      |                      |
| Stati Uniti         | Quercia                                    | Quercus robur                                      |      | [ 46 ]               |
| Uruguay             | Árbol de Artigas                           | Peltophorum dubium                                 |      |                      |
| Venezuela           | Tabebuia                                   | Tabebuia chrysantha                                |      |                      |
| Vietnam             | Bamboo                                     | Bambuseae                                          |      |                      |
| Galles              | Rovere                                     | Quercus petraea                                    |      | [ 27 ]               |